# Nippon Professional Baseball 2013
La stagione 2013 della Nippon Professional Baseball (NPB) è iniziata il 29 marzo ed è terminata il 3 novembre 2013.
Le Japan Series sono state vinte per la prima volta nella loro storia dai Tohoku Rakuten Golden Eagles, che si sono imposti sugli Yomiuri Giants per 4 partite a 3.

## Regular season

### Central League
| Squadra                | Partite | Vittorie | Sconfitte | Pareggi | Perc. | GB   |
| ---------------------- | ------- | -------- | --------- | ------- | ----- | ---- |
| Yomiuri Giants         | 144     | 84       | 53        | 7       | .613  | —    |
| Hanshin Tigers         | 144     | 73       | 67        | 4       | .521  | 12.5 |
| Hiroshima Toyo Carp    | 144     | 69       | 72        | 3       | .489  | 17.0 |
| Chunichi Dragons       | 144     | 64       | 77        | 3       | .454  | 22.0 |
| Yokohama DeNA BayStars | 144     | 64       | 79        | 1       | .448  | 23.0 |
| Tokyo Yakult Swallows  | 144     | 57       | 83        | 4       | .407  | 28.5 |

### Pacific League
| Squadra                      | Partite | Vittorie | Sconfitte | Pareggi | Perc. | GB   |
| ---------------------------- | ------- | -------- | --------- | ------- | ----- | ---- |
| Tohoku Rakuten Golden Eagles | 144     | 82       | 59        | 3       | .582  | —    |
| Saitama Seibu Lions          | 144     | 74       | 66        | 4       | .529  | 7.5  |
| Chiba Lotte Marines          | 144     | 74       | 68        | 2       | .521  | 8.5  |
| Fukuoka SoftBank Hawks       | 144     | 73       | 69        | 2       | .514  | 9.5  |
| Orix Buffaloes               | 144     | 66       | 73        | 5       | .475  | 15.0 |
| Hokkaido Nippon-Ham Fighters | 144     | 64       | 78        | 2       | .451  | 18.5 |

|  | 1º della regular season e qualificato alle finali delle Climax Series |
|  | Qualificati alle semifinali delle Climax Series                       |

## All-Star Game
| Gare | Data | Vincitore | Punteggio | Ospite                                  | MVP                                           | Lanciatore Vincente                        | Lanciatore Perdente                          |
| ---- | ---- | --------- | --------- | --------------------------------------- | --------------------------------------------- | ------------------------------------------ | -------------------------------------------- |
| 1    | 19/7 |           | 1-1       | Sapporo Dome in Toyohira-ku, Sapporo    | Hirokazu Sawamura, Yomiuri Giants (CL)        |                                            |                                              |
| 2    | 20/7 | Central   | 3-1       | Meiji-Jingu Stadium in Shinjuku, Tokyo  | Takahiro Arai, Hanshin Tigers (CL)            | Yasuhiro Ogawa, Tokyo Yakult Swallows (CL) | Kazuhisa Makita, Saitama Seibu Lions (PL)    |
| 3    | 22/7 | Pacific   | 3-1       | Iwaki Green Stadium in Iwaki, Fukushima | Seiichi Uchikawa, Fukuoka SoftBank Hawks (PL) | Naoya Masuda, Chiba Lotte Marines (PL)     | Tetsuya Yamamoto, Tokyo Yakult Swallows (CL) |

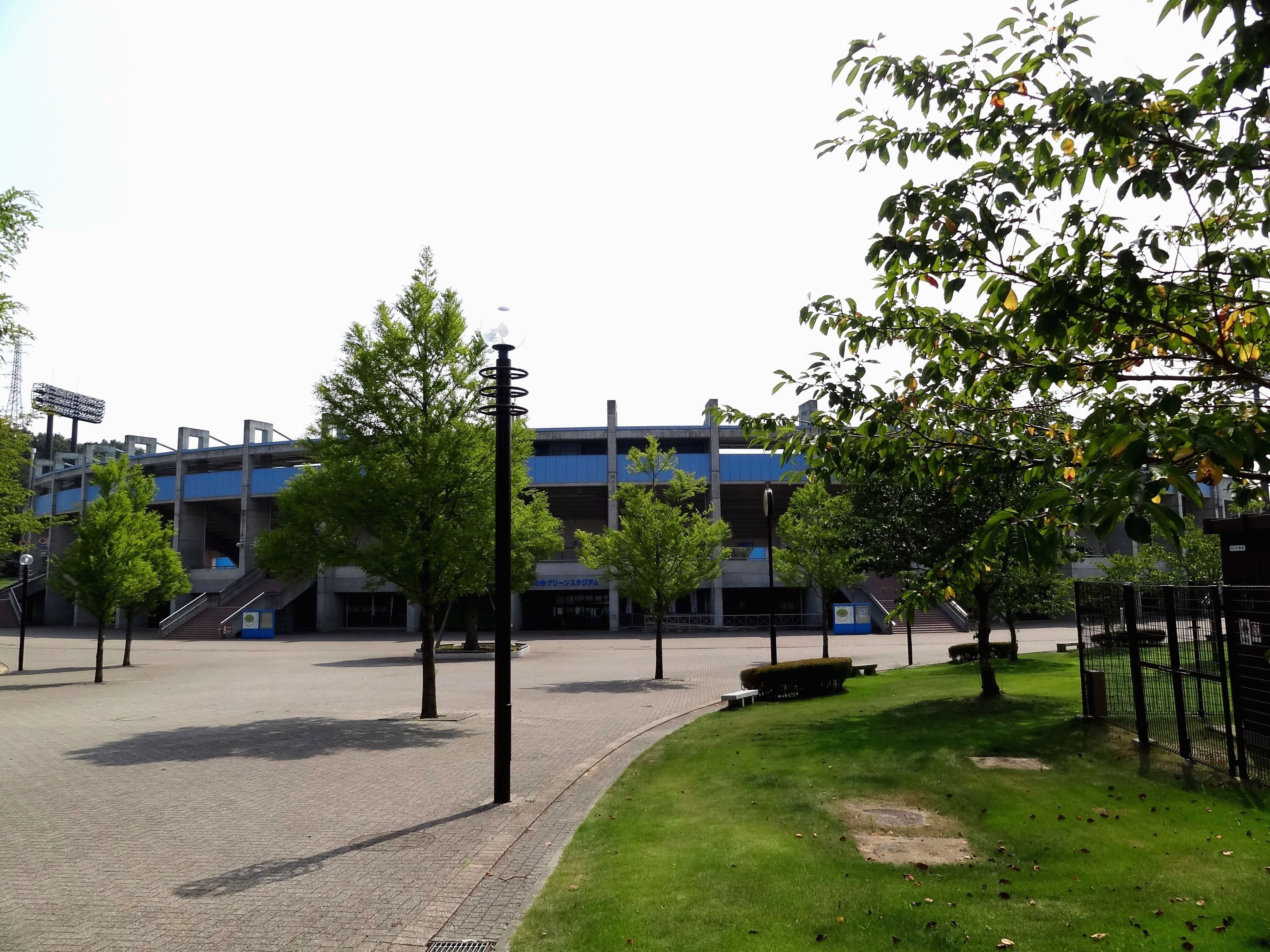
Iwaki Green Stadium
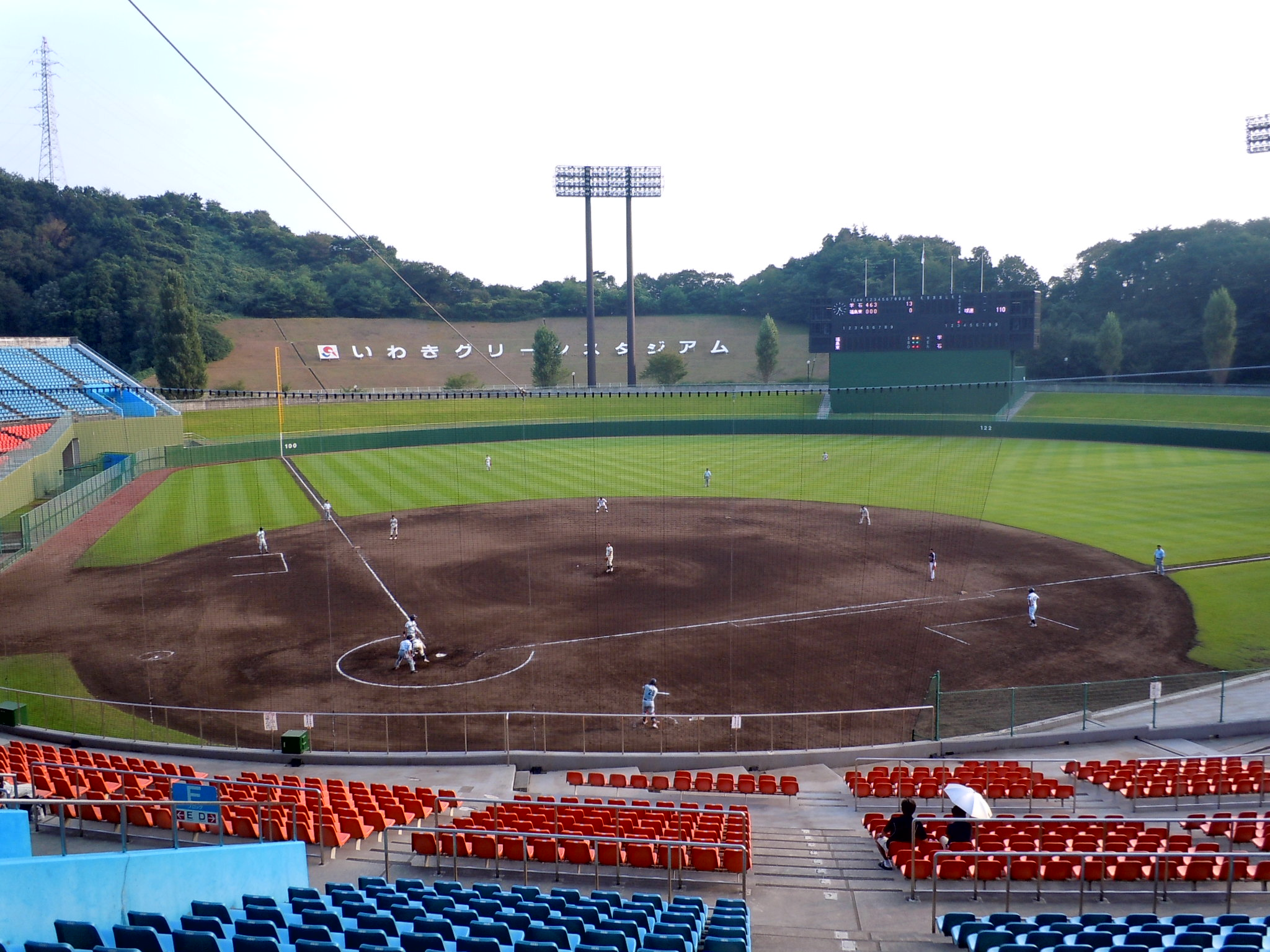
Iwaki Green Stadium

## Post season
|  | Climax Series - semifinali | Climax Series - semifinali | Climax Series - semifinali   |                              |                | Climax Series - finali | Climax Series - finali | Climax Series - finali |  |  | Japan Series | Japan Series | Japan Series |  |
|  |                            |                            |                              |                              |                |                        |                        |                        |  |  |              |              |              |  |
|  |                            |                            |                              |                              |                | C1                     | Yomiuri Giants         | 4                      |  |  |              |              |              |  |
|  |                            |                            |                              |                              |                | C1                     | Yomiuri Giants         | 4                      |  |  |              |              |              |  |
|  |                            |                            |                              | Hiroshima Toyo Carp          | 0              |                        |                        |                        |  |  |              |              |              |  |
|  | C2                         | Hanshin Tigers             | 0                            | Hiroshima Toyo Carp          | 0              |                        |                        |                        |  |  |              |              |              |  |
|  | C2                         | Hanshin Tigers             | 0                            |                              |                |                        |                        |                        |  |  |              |              |              |  |
|  | C3                         | Hiroshima Toyo Carp        | 2                            |                              |                |                        |                        |                        |  |  |              |              |              |  |
|  | C3                         | Hiroshima Toyo Carp        | 2                            |                              | Yomiuri Giants | Yomiuri Giants         | 3                      |                        |  |  |              |              |              |  |
|  |                            |                            |                              |                              |                |                        |                        |                        |  |  |              |              |              |  |
|  |                            |                            | Tohoku Rakuten Golden Eagles | Tohoku Rakuten Golden Eagles | 4              |                        |                        |                        |  |  |              |              |              |  |
|  |                            |                            |                              | Tohoku Rakuten Golden Eagles | 4              |                        |                        |                        |  |  |              |              |              |  |
|  |                            |                            |                              |                              |                |                        |                        |                        |  |  |              |              |              |  |
|  |                            |                            |                              |                              |                |                        |                        |                        |  |  |              |              |              |  |
|  |                            | P1                         | Tohoku Rakuten Golden Eagles | 4                            |                |                        |                        |                        |  |  |              |              |              |  |
|  |                            |                            |                              | 4                            |                |                        |                        |                        |  |  |              |              |              |  |
|  |                            |                            |                              | Chiba Lotte Marines          | 1              |                        |                        |                        |  |  |              |              |              |  |
|  | P2                         | Saitama Seibu Lions        | 1                            | Chiba Lotte Marines          | 1              |                        |                        |                        |  |  |              |              |              |  |
|  | P2                         | Saitama Seibu Lions        | 1                            |                              |                |                        |                        |                        |  |  |              |              |              |  |
|  | P3                         | Chiba Lotte Marines        | 2                            |                              |                |                        |                        |                        |  |  |              |              |              |  |

## Campioni
| Japan Series 2013 Tohoku Rakuten Golden Eagles Primo titolo ※Tohoku Rakuten Golden Eagles qualificati per le 2013 Asia Series. |